# DTM (Хельсинки)
DTM (аббревиатура от Don’t Tell Mama фин. Älä kerro äidille) — крупнейший в Хельсинки, а также в Северной Европе бар и ночной клуб, специализирующийся на обслуживании сексуальных меньшинств.

## История
В 1984 году при посредничестве организации SETA Ry и одноимённого Фонда Seta в Хельсинки был открыт ресторан «Афродита» Oy (фин. Ravintola Oy Afrodita). С приобретением ресторана Gambrini (на улице Iso Roobertinkatu), в столице Финляндии появилось первое заведение для сексуальных меньшинств — «Gay Gambrini». С первых же дней заведение подверглось серии погромов, а в 1992 году переехало на улицу Annankatu в район Камппи, сменив название на «Don’t Tell Mama».
В начале 2000-х годов, с появлением ряда других заведений для сексменьшинств, название клуба трансформировалось в DTM (в государственном регистре — Gay Night Club DTM). В 2002 году клуб переехал на улицу Iso Roobertinkatu, где действовал до 31 декабря 2011 года.
С 2010 года в клубе, в рамках мероприятий Helsinki Pride, проходит ежегодный конкурс Mr. Gay Finland.
1 февраля 2012 года клуб был открыт в новых помещениях на улице Mannerheimintie 6.
В феврале 2014 года реклама клуба со ссылкой на принятый в России законодательный запрет на пропаганду гомосексуализма не была принята к публикации в журнале «Allegro», распространяемом в поездах Allegro финской железнодорожной компании VR и российской РЖД. В связи со случившимся DTM намерен предпринять благотворительную кампанию в поддержку ЛБГТ-сообщества России.